# Heinz Lehmann
Pour les articles homonymes, voir Lehmann.
Heinz Edgar Lehmann (17 juillet 1911 - 7 avril 1999) est un psychiatre canadien, connu pour son utilisation psychopharmacologique de la 4560 RP chlorpromazine dans le traitement de la schizophrénie dans les années 1950.

## Biographie
Il est né à Berlin (Allemagne) et poursuit ses études à l'Université de Fribourg-en-Brisgau, à l'Université de Marbourg, l'Université de Vienne et l'Université Humboldt de Berlin. Il émigre au Canada en 1937.
En 1947, il est nommé directeur clinique de l'Hôpital Douglas de Montréal. En 1957, il reçoit le Prix Lasker. De 1971 à 1975, il occupe la chaire du département de psychiatrie de l'Université McGill. En 1976, il devient membre de l'Ordre du Canada. Il est inscrit au temple de la renommée médicale canadienne depuis 1998.